# Grška katoliška cerkev
Grška katoliška cerkev (grško Ελληνική Καθολική Εξαρχία) je katoliška cerkev vzhodnega obreda. Je cerkev lastnega prava (sui iuris), ki pri bogoslužju uporablja bizantinski obred v grščini, staroslovanski ali narodni jezik. Grškokatoliška cerkev je v popolni edinosti s katoliško cerkvijo in priznava papeža za svojega vrhovnega voditelja.

## Zgodovina
Včasih je bila del vzhodne ortodoksne cerkve, nakar se je od nje ločila in nato leta 1911 priznala nadoblast papeža. Prvi korak k temu pristopu je bila razglasitev florentinske unije med Cerkvama leta 1439. Združevanje je potekalo po načrtu Bizanca, ki je tako hotel ponovno ustvariti sodelovanje z Zahodom, v času, ko je bil ogrožen zaradi tujih vpadov. Toda nikoli ni dosegla ali presegla vpliva in velikosti Grške pravoslavne cerkve.

## Sedanjost
Večina pripadnikov te cerkve živi v Grčiji, toda manjše skupnosti so tudi v drugih državah, kjer so se oz. se nahajajo grške narodnostne manjšine. Leta 2005 je bilo v Grčiji okoli 2340 pripadnikov te religije. Sedež cerkve je v Atenah. 
Trenutni vodja je Anarghyros Printesis, grški katoliški škof Aten.

## Grkokatoliki v Sloveniji
V Sloveniji so se grkokatoliki pojavili v 16. stoletju, toda nikoli se ni vzpostavila večja skupnost. Zaradi tega danes Grška katoliška cerkev v Sloveniji ni samostojna, ampak podrejena hrvaški, katere sedež za Slovenijo se nahaja v Križevcih.
V Sloveniji živi dobrih tisoč grkokatoličanov različnih narodnosti (Ukrajinci, Rusini, Makedonci, Hrvati…), od tega v Beli krajini približno petsto (večinoma potomcev Uskokov).
V Sloveniji sta dve grški katoliški cerkvi: Grškokatoliška cerkev sv. Cirila in Metoda v Metliki in v Dragah pri Suhorju. Na Trdinovem vrhu na Gorjancih so obnovljene razvaline grškokatoliške cerkve sv. Elije, ki se nahajajo ob razvalinah rimskokatoliške podružnice sv. Jere (Gere).